# Pachybracon aligarhensis
Pachybracon aligarhensis är en stekelart som beskrevs av Haider, Ahmad och Shuja-uddin 2003. Pachybracon aligarhensis ingår i släktet Pachybracon och familjen bracksteklar. Inga underarter finns listade i Catalogue of Life.